# Stethoconus japonicus
Stethoconus japonicus är en insektsart som beskrevs av Heinrich Christian Friedrich Schumacher 1917. Stethoconus japonicus ingår i släktet Stethoconus och familjen ängsskinnbaggar. Inga underarter finns listade i Catalogue of Life.